# Rodopibergen
För asteroiden, se 166 Rhodope. För snäckan, se Rhodope (djur)
Rodopibergen, även stavat Rodopebergen eller Rhodopebergen, är en bergskedja som till över 83 procent av sin yta ligger i Bulgarien, resten i Grekland. Den högsta bergstoppen Goljam Perelik (2 191 meter) är det sjunde högsta berget i Bulgarien. Rodopibergen har mycket intressanta karstområden med djupa flodklyftor, stora grottor och särskilda formationer som Trigradklyftan, grottorna Djävulssvalget, Uhlovitsa, Jagodinska och de Underbara broarna. Till väster ersätts Rodopibergen av de högre bergskedjorna Pirinbergen och Rilabergen.

## Västra Rodopibergen
De västra Rodopibergen är den större (66 procent av den totala ytan), högre, mer utvecklade och besökta delen av bergskedjan. De högsta och mest kända bergstopparna ligger också här (över 10 är över 2000 meter höga) inklusive den högsta, Goljam Perelik. En av bergstopparna heter "Professor Undén" efter Östen Undén, till minne av ett rättsfall han hade som skiljedomare i Haag. Den ligger 73 km från Plovdiv.
Staden Batak ligger i detta område, liksom vinterorten Pamporovo, klostret Batjkovo, ruinerna av Assenovborgen, grottorna Djävulssvalget, Jagodinska och många andra. Bulgariens högst belägna by, Manastir (över 1500 meter högt), ligger vid bergstoppen Prespas norra fot.

## Östra Rodopibergen
Östra Rodopibergen upptar ungefär 34 procent av bergskedjans yta och är en mycket lägre del. De stora konstgjorda dammarna Kărdzjali och Studen kladenets ligger här, liksom floderna Borovitsa och Vărbitsa. Området har många varma källor.
Östra delen av Rodopibergen är mycket mer tätbefolkad än den västra. De större städerna Chaskovo och Kărdzjali ligger här, liksom de mindre  Momtjilgrad, Krumovgrad, Zlatograd och Kirkovo.
Större floder i Rodopibergen är Maritsa, Mesta, Struma, Dospat, Vătja, Tjepelarska reka med flera.

## Klimat
Rodopibergens belägenhet i den sydöstra delen av Balkanhalvön bestämmer till stor del klimatet. Det påverkas både av kallare luft från norr och varmare från Medelhavet.
Årsmedeltemperaturen i östra Rodopibergen är 12–13 °C. Den högsta nederbördsmängden är i december och lägsta i augusti. I västra Rodopibergen varierar temperaturen mellan 5 och 9 °C och det regnar mycket på sommaren.
Det milda klimatet och andra faktorer gynnar utvecklingen av rekreations- och annan turism.
Temperaturer ner till -15 grader Celsius är vanliga och Rodopibergen är därför det sydligaste området på Balkanhalvön där träd som gran och vårtbjörk förekommer.
Rodopibergen sträcker sig över 14 737 kvadratmeter, av vilka 12 233 kvadratmeter tillhör Bulgarien. Bergskedjan är omkring 220 kilometer lång och omkring 100–120 kilometer bred med en genomsnittlig höjd på 785 meter. 15 naturreservat är inrättade i området och vissa av dessa står på Unescos lista.
Floden Mesta ger liv åt hela området.